# Ian Boswell
Ian Boswell (Bend, 7 febbraio 1991) è un ciclista su strada statunitense, professionista dal 2013 al 2019. Dal 2020 è attivo nel ciclismo fuoristrada.

## Carriera
Boswell si rivela al mondo del ciclismo durante il Tour of Utah del 2010, dove si classifica al terzo posto, dietro a Francisco Mancebo e Levi Leipheimer, correndo per il team Bissell. Nel 2012 arriva secondo alla Liegi-Bastogne-Liegi Under-23 e viene chiamato dal team Argos-Shimano dove corre come stagista, arriva quinto al Tour de l'Avenir ed a ottobre dello stesso anno firma il contratto con il Team Sky.
Nella nuova squadra svolge principalmente la funzione di aiutante per i propri capitani. Ha la possibilità di mettersi in luce, correndo per la classifica generale, al Tour of California 2017: nell'occasione si piazza terzo e quarto, rispettivamente, negli arrivi in salita di San Jose e Mount Baldy.
Dal 2020 gareggia nella specialità fuoristrada del gravel con il team Wahoo Frontiers.

## Palmarès

### Altri successi
- 2016 (Team Sky)

1ª tappa Vuelta a España (Ourense Termal/Balneario de Laias > Parque Náutico Castrelo de Miño, cronosquadre)
- 2017 (Team Sky)

Classifica generale Hammer Sportzone Limburg

## Piazzamenti

### Grandi Giri
- Giro d'Italia

2016: 71º
- Tour de France

2018: 79º
- Vuelta a España

2015: 71º
2016: 80º
2018: 126º

### Classiche monumento
- Liegi-Bastogne-Liegi

2014: ritirato
2018: 65º
- Giro di Lombardia

2015: ritirato

### Competizioni mondiali
- Campionati del mondo

Copenaghen 2011 - In linea Under-23: 127º
Limburgo 2012 - In linea Under-23: ritirato